# Șaeș
Șaeș – wieś w Rumunii, w okręgu Marusza, w gminie Apold. W 2011 roku liczyła 1271 mieszkańców.